# Under the Bridge (miniserie televisiva)
Under the Bridge è una miniserie televisiva statunitense ideata da Quinn Shephard e basata sull'omonimo libro di Rebecca Godfrey. La serie segue l'omicidio di Reena Virk, raccontato dal punto di vista di Rebecca Godfrey (Riley Keough).

## Trama
Reena Virk, nel pieno del disordine e della confusione adolescenziale, scompare dopo essere stata invitata ad una festa da quelle che disperatamente voleva considerare amiche.

## Puntate
| nº | Titolo originale                | Titolo italiano                     | Pubblicazione USA | Pubblicazione Italia |
| -- | ------------------------------- | ----------------------------------- | ----------------- | -------------------- |
| 1  | Looking Glass                   | Specchio                            | 17 aprile 2024    | 10 luglio 2024       |
| 2  | The John Gotti of Seven Oaks    | La John Gotti di Seven Oaks         | 17 aprile 2024    | 10 luglio 2024       |
| 3  | Blood Oath                      | Patto di sangue                     | 24 aprile 2024    | 10 luglio 2024       |
| 4  | Beautiful British Columbia      | La splendida Columbia Britannica    | 1º maggio 2024    | 10 luglio 2024       |
| 5  | When the Heat Comes Down        | Quando sarà il momento              | 8 maggio 2024     | 10 luglio 2024       |
| 6  | In Water, They Sink as the Same | In acqua affondano allo stesso modo | 15 maggio 2024    | 10 luglio 2024       |
| 7  | Three and Seven                 | Tre e sette                         | 22 maggio 2024    | 10 luglio 2024       |
| 8  | Mercy Alone                     | Solo misericordia                   | 29 maggio 2024    | 10 luglio 2024       |

## Personaggi e interpreti

### Principali
- Cam Bentland, interpretata da Lily Gladstone, doppiata da Gemma Donati.
Agente di polizia di Saanich in attesa di trasferirsi a Vancouver per lavorare nella squadra crimini maggiori, che inizia a indagare sul caso di Reena Virk dopo che i genitori ne hanno denunciato la scomparsa.
- Reena Virk, interpretata da Vritika Gupta, doppiata da Luna Iansante.
Quattordicenne indo-canadese che viene recuperata senza vita nel porto di Victoria, dopo essere stata aggredita e picchiata sotto il ponte Craigflower dai membri delle CMC, per aver insultato Josephine e telefonando ai numeri presenti nella sua rubrica telefonica.
- Josephine "Jo" Bell, interpretata da Chloe Guidry, doppiata da Vittoria Bartolomei.
Leader della gang delle CMC (Cartello Mafioso delle Crip), un gruppo di ragazze adolescenti che ammirano i gangster e la mafia, che vive nella comunità di assistenza all'infanzia di Seven Oaks.
- Warren Glowatski, interpretato da Javon Walton, doppiato da Riccardo Suarez.
Membro di una gang locale e amico di Josephine.
- Kelly Ellard, interpretata da Izzy G, doppiata da Sara Ciocca.
Membro delle CMC proveniente da una famiglia benestante e migliore amica di Josephine.
- Suman Virk, interpretata da Archie Panjabi, doppiata da Giuppy Izzo.
Madre di Reena molto religiosa, facente parte dei Testimoni di Geova.
- Rebecca Godfrey, interpretata da Riley Keough, doppiata da Francesca Manicone.
Scrittrice che, dopo aver vissuto per dieci anni a New York, ritorna nella sua città natale per scrivere un libro sulle ragazze incomprese di Victoria.
- Dusty Pace, interpretata da Aiyana Goodfellow, doppiata da Lucrezia Roma.
Membro delle CMC, amica e compagna di stanza di Josephine.
- Manjit Virk, interpretato da Ezra Faroque Khan, doppiato da Stefano Thermes.
Padre di Reena.

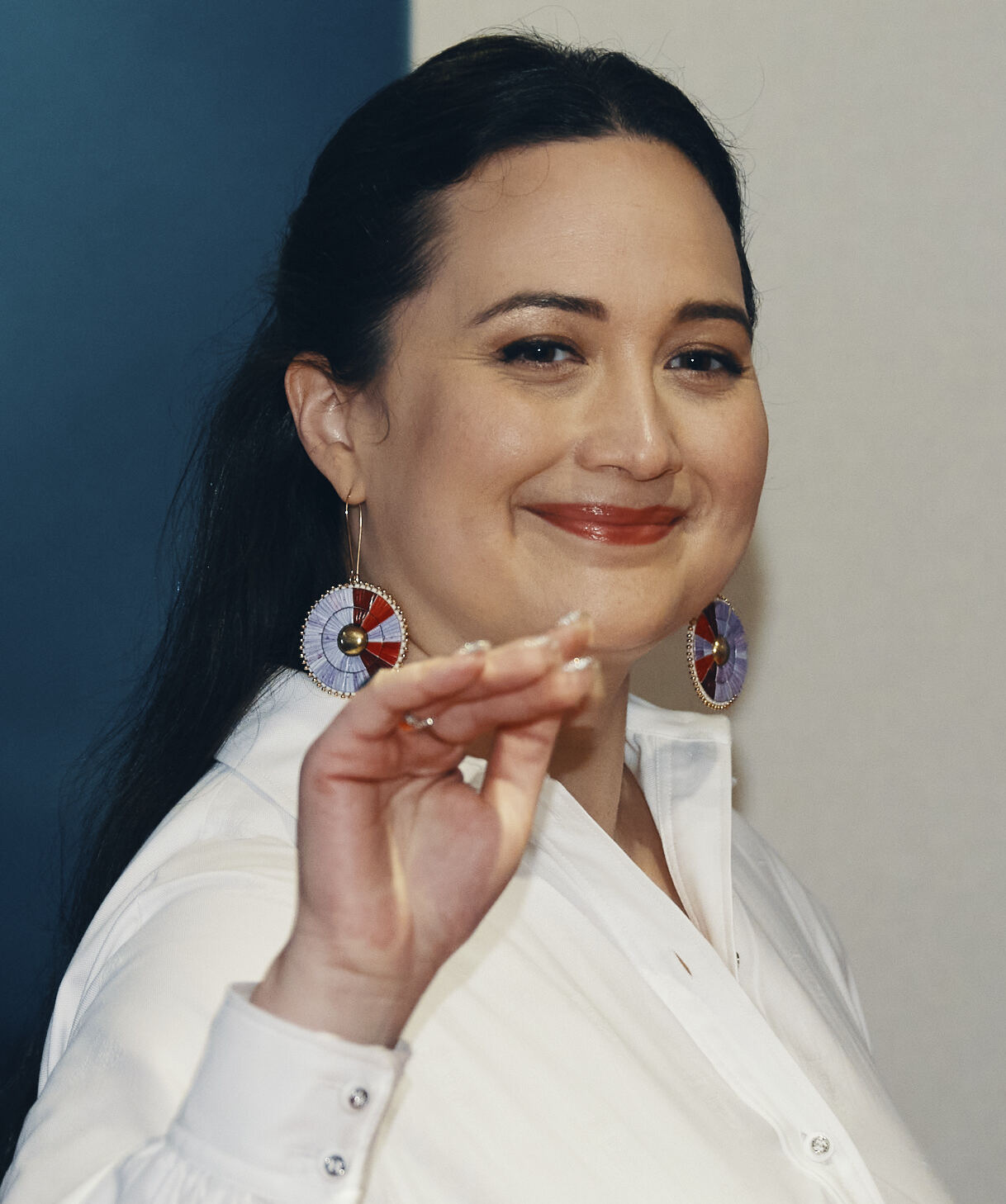
Lily Gladstone
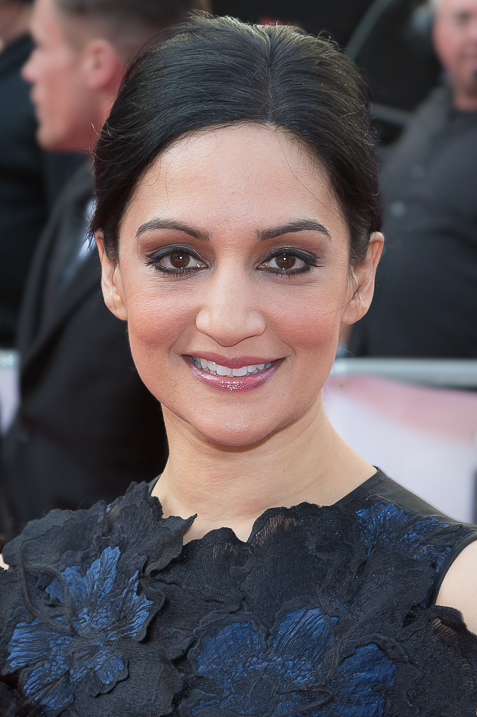
Archie Panjabi
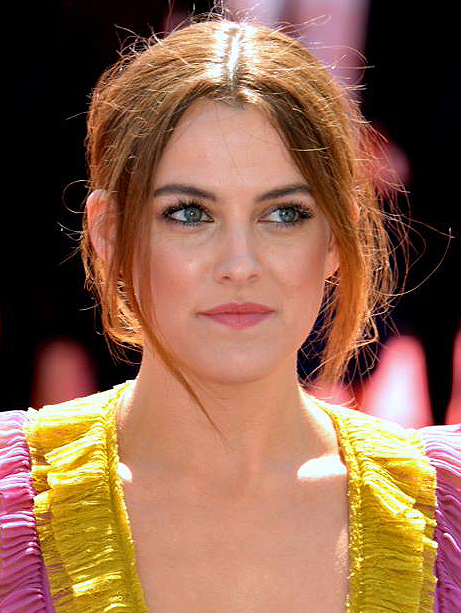
Riley Keough

### Ricorrenti
- Roy Bentland, interpretato da Matt Craven, doppiato da Stefano Benassi.
Capo della polizia di Saanich e padre di Cam e Scott.
- Raj Masihajjar, interpretato da Anoop Desai, doppiato da Flavio Aquilone.
Zio di Reena.
- Scott Bentland, interpretato da Daniel Diemer, doppiato da Manuel Meli.
Agente di polizia di Saanich e fratello di Cam.
- Connor Fields, interpretato da Jared Ager-Foster, doppiato da Vittorio Thermes.
Amico di Josephine da cui si procura l'erba.
- Charles Godfrey, interpretato da Paul Jarrett, doppiato da Ennio Coltorti.
Padre di Rebecca.
- Maya Longette, interpretata da Maya Da Costa, doppiata da Arianna Cigliano.
Membro delle CMC.
- Laila Zahrani, interpretata da Arta Negahban, doppiata da Sara Vidale.
Membro delle CMC.
- Samara Bailey, interpretata da Isabella Leon, doppiata da Carolina Gusev.
Compagna di scuola di Warren innamorata di lui.

### Guest
- Elizabeth Godfrey, interpretata da Glynis Davies, doppiata da Antonella Giannini.
Madre di Rebecca.
- Gabe Godfrey, interpretato da Teagan Stark.
Fratello minore di Rebecca, deceduto per annegamento.
- Adrian Brooks, interpretato da Brian Markinson, doppiato da Franco Mannella.
Avvocato di Kelly, conosciuto come il migliore della Columbia Britannica.
- Stan Lowe, interpretato da Terry Chen, doppiato da Francesco Pezzulli.
Legale della famiglia Virk.

## Produzione

### Sviluppo
Nel settembre 2022 è stato annunciato che Hulu avrebbe prodotto un adattamento televisivo del libro di Rebecca Godfrey, adattato da Quinn Shephard con Samir Mehta e Liz Tigelaar come produttori esecutivi.

### Casting
Nel dicembre 2022 Riley Keough, Izzy G, Chloe Guidry, Ezra Faroque Khan, Archie Panjabi, Vritika Gupta, Javon Walton, Aiyana Goodfellow e Lily Gladstone sono stati annunciati nel cast principale della miniserie.

### Riprese
La lavorazione si è svolta a Vancouver dal dicembre 2022 al maggio 2023.

## Distribuzione
La miniserie è stata pubblicata su Hulu negli Stati Uniti dal 17 aprile al 29 maggio 2024. In Italia è stata interamente distribuita sulla piattaforma streaming Disney+ il 10 luglio 2024.

### Edizione italiana
La direzione del doppiaggio è a cura di Rossa Caputo, su dialoghi di Barbara Castracane e della stessa Caputo, per conto di Pumais Due.

## Accoglienza

### Critica
La miniserie ha ricevuto recensioni positive dalla critica. Rotten Tomatoes riporta l'85% delle recensioni professionali positive basato su 53 critiche. Il consenso critico del sito web indica: «Risolvendo un mistero brutale con un tocco delicato, Under the Bridge di tanto in tanto sorvola sui suoi elementi più interessanti ma eccelle come un'esplorazione della crudeltà.» Metacritic, invece, ha assegnato un punteggio di 70 su 100 basato su 27 recensioni, indicando "recensioni generalmente favorevoli".

## Riconoscimenti
- 2024 – Astra TV Awards[12][13]
  - Miglior attrice non protagonista in una miniserie o film TV a Lily Gladstone
  - Candidatura alla miglior attrice non protagonista in una miniserie o film TV a Riley Keough
- 2024 – Premio Emmy[14]
  - Candidatura alla miglior attrice non protagonista in una miniserie o serie antologica a Lily Gladstone